# Dando Shaft
Dando Shaft begon als een vijf-mans folk-band ontstaan in Coventry, Engeland in 1968 met Kevin Dempsey (gitaar/zang) Martin Jenkins (zang, mandoline/fiddle/ gitaar), Ted Kay (tabla/percussie), Roger Bullen (bas), en Dave Cooper (gitaar/zang). 
Martin Jenkins en Kevin Dempsey verlieten Dando Shaft om te gaan deelnemen aan de band Whippersnapper waarin ook Dave Swarbrick een hoofdrol vervulde.  

## Discografie
- An Evening With Dando Shaft - 1970
- Dando Shaft - 1971
- Lantaloon - 1972
- Kingdom - 1977
- Anthology - 2002